# Останково (Татарстан)
Останково (тат. Останкау) — село в Тукаевском районе Республики Татарстан России. Входит в состав Тлянче-Тамакского сельского поселения.

## География
Село находится в северо-восточной части Татарстана, в лесостепной зоне, на правом берегу реки Игани, при автодороге 16К-1566, на расстоянии примерно 24 километров (по прямой) к юго-востоку от города Набережные Челны, административного центра района. Абсолютная высота — 89 метров над уровнем моря.

### Климат
Климат характеризуются как умеренно континентальный, с продолжительной холодной зимой и коротким жарким летом. Среднегодовая температура воздуха составляет 4 °С. Средняя температура воздуха самого холодного месяца (января) — −11,4 °C; самого тёплого месяца (июля) — 19,7 °C. Безморозный период длится в течение 143 дней. Среднегодовое количество атмосферных осадков составляет 551 мм, из которых 362 мм выпадает в период с апреля по октябрь. Снежный покров держится около 152 дней.

### Часовой пояс
Село Останково, как и весь Татарстан, находится в часовой зоне МСК (московское время). Смещение применяемого времени относительно UTC составляет +3:00.

## История
Основано во второй половине XVII века как деревня Бекметова, позднее упоминалась еще как Нижняя Башинда, Бишинды, Бушанды. В 1750-х годах местные земли купил капитан И.И.Останков, заселивший их своими крестьянами. Новое селение называлось по разному: Ново-Спасское, Останково или Бишинды-Останково. В 1798 году была построена Спасская церковь. Функционировали земская школа (открыта в 1876 г.), фельдшерский пункт, ветряная мельница, 20 лавок, базар по вторникам и ярмарка (8 ноября). Село до 1920 года было волостным центром.

## Население
| 1870 | 1897 | 1920 | 1926 | 1938 | 1949 | 1958 | 1970 | 1979 | 1989 | 2002 | 2010 | 2015 |
| ---- | ---- | ---- | ---- | ---- | ---- | ---- | ---- | ---- | ---- | ---- | ---- | ---- |
| 1611 | 745  | 973  | 772  | 656  | 366  | 378  | 264  | 201  | 121  | 126  | 128  | 138  |

### Национальный состав
Согласно результатам переписи 2002 года, в национальной структуре населения русские составляли 97 % из 126 чел.

## Инфраструктура
В селе имеется начальная школа, библиотека.

## Достопримечательности
Спасская церковь (памятник архитектуры XVIII века) - богослужения возобновились с 2015 года. 